# Khordeh Bolāgh
Khordeh Bolāgh (persiska: خوُردِه بُلاغ, خُردِه بالا, خرده بلاغ, Khvordeh Bolāgh) är en ort i Iran.   Den ligger i provinsen Östazarbaijan, i den nordvästra delen av landet, 400 km nordväst om huvudstaden Teheran. Khordeh Bolāgh ligger 1 804 meter över havet och antalet invånare är 301.
Terrängen runt Khordeh Bolāgh är kuperad åt sydväst, men åt nordost är den bergig. Runt Khordeh Bolāgh är det ganska glesbefolkat, med 40 invånare per kvadratkilometer. Närmaste större samhälle är Āq Kand, 18,8 km söder om Khordeh Bolāgh. Trakten runt Khordeh Bolāgh består i huvudsak av gräsmarker.